# Minicopa de la Reina
La Minicopa de la Reina es la competición infantil de baloncesto paralela a la Copa de la Reina de Baloncesto. Fue instaurada en 2017 juntamente con la designación de Gerona como sede de la competición. Se trata de una propuesta del Uni Girona Club de Bàsquet parecida a la que se realiza con la Copa del Rey de Baloncesto, en su edición masculina: Minicopa del Rey.
Su formato es aún desconocido. Pero se sabe que en un principio iban a participar los mismos equipos filiales de los que disputaran la edición de copa, pero finalmente en la primera edición se confirmó la presencia de 12 de los 13 equipos de la Liga Femenina.

## Historial
A lo largo del torneo únicamente dos equipos han conseguido proclamarse vencedores. 
| Ed.  | Temporada | Campeón                   | Res.  | Subcampeón           | Nota(s)                                  |
| ---- | --------- | ------------------------- | ----- | -------------------- | ---------------------------------------- |
| I    | 2017      | Mann-Filter               | 73–49 | IDK Gipuzkoa         |                                          |
| II   | 2018      | Snatt's Femení Sant Adrià | 72–50 | Estudiantes          | [ 4 ]                                    |
| III  | 2019      | Snatt's Femení Sant Adrià | 47–40 | Spar Citylift Girona | Se disputó bajo el nombre de Txiki Kopa. |
| IV   | 2020      | Fundación Valencia Basket | 75–36 | Spar Citylift Girona | [ 6 ] [ 7 ]                              |
| V    | 2022      | Estudiantes               | 60–48 | IDK Gipuzkoa         |                                          |
| VI   | 2023      | Spar Gran Canaria         | 70–41 | Barça CBS            | [ 8 ]                                    |
| VII  | 2024      | Estudiantes               | 61–55 | Spar Gran Canaria    |                                          |
| VIII | 2025      | Valencia Basket           | 73–57 | Spar Gran Canaria    |                                          |

### Palmarés
| Equipo               | Finales | Títulos | Años de los campeonatos | Subcampeonatos | Años de subcampeonato |
| -------------------- | ------- | ------- | ----------------------- | -------------- | --------------------- |
| Estudiantes          | 3       | 2       | 2022, 2024              | 1              | 2018                  |
| Femení Sant Adrià    | 2       | 2       | 2018, 2019              | –              | –                     |
| Valencia Basket      | 2       | 2       | 2020, 2025              | –              | –                     |
| Spar Gran Canaria    | 3       | 1       | 2023                    | 2              | 2024, 2025            |
| Mann-Filter          | 1       | 1       | 2017                    | –              | –                     |
| Spar Citylift Girona | 2       | –       | –                       | 2              | 2019, 2020            |
| IDK Gipuzkoa         | 2       | –       | –                       | 2              | 2017, 2022            |
| Barça CBS            | 1       | –       | –                       | 1              | 2023                  |